# Mária Lujza hessen–kasseli őrgrófnő
Mária Lujza hessen–kasseli őrgrófnő (Kassel, 1688. február 7. – Leeuwarden, 1765. április 9.) Mária Amália kurlandi hercegnő és I. Károly hessen-kasseli őrgróf leánya, IV. Vilmos orániai herceg anyja.

## Családja
Testvérei Sophie Charlotte of Hesse-Kassel, George Charles of Hesse-Kassel, VIII. Vilmos hessen–kasseli tartománygróf, I. Frigyes svéd király, Miksa hessen-kasseli herceg és Wilhelmina Charlotta of Hessen-Kassel. Szülei Mária Amália kurlandi hercegnő és I. Károly hessen-kasseli őrgróf.
Férje Johann Wilhelm Friso von Nassau-Dietz herceg (1687–1711), gyermekeik:
- Anna Sarolta Amália nassau-dietz-orániai hercegnő(wd) (1710-1777), aki Frigyes baden-durlachi trónörökös herceghez(wd) (1703–1732) ment feleségül, az ő fiuk lett I. Károly Frigyes badeni nagyherceg (1728–1811).
- IV. Vilmos orániai herceg (1711–1751), Hollandia királyi helytartója, aki Anna brit királyi hercegnőt, II. György brit király leányát vette feleségül.

## Literatur
- Pauline Puppel: Das Prinzip der Subsidiarität. Die Herrschaft der verwitweten Fürstinnen von Nassau-Diez(-Oranien). In: Ulrike Ilg: Fürstliche Witwen in der Frühen Neuzeit. Zur Kunst- und Kulturgeschichte eines Standes. Imhof, Petersberg 2015, 14–26. oldal
- Marijke Bruggeman: Nassau en de macht van Oranje. De strijd van de Friese Nassau's voor de erkenning van hun rechten, 1702–1747. Uitgeverij Verloren, Hilversum 2007, ISBN 978-90-6550-945-1 (hollandul)
- Arie Pieter van Nienes, Marijke  Bruggeman: Archieven van de Friese stadhouders. Inventarissen van de archieven van de Friese stadhouders van Willem Lodewijk tot en met Willem V, 1584–1795. Uitgeverij Verloren u. a., Hilversum 2002, ISBN 90-6550-736-1, 294. oldal (hollandul)
- Christian Röth: Geschichte von Hessen. Vollmann, Kassel 1856, 322. oldal.